# Пуктебон
Пуктебон (на корейски: 북대봉 산줄, Puktaebong Sanjul) е планински хребет, простиращ се на около 120 km от север на юг в централната част на Северна Корея, явяващ се свързващо звено между Севернокорейските на север и Източнокорейските планини на юг. Хребетът формира главния вододел на Корейския провлак между Японско море и Жълто море на запад. Най-висок връх е Пексан (1452 m). Състои се от няколко кулисообразно[ неясно? ] разположени масиви, изградени предимно от гранити и гнайси. На изток, към Японско море се стича река Йонхинган и нейните притоци, а на запад – левите притоци на река Тедонган – Матханган, Пирюган, Намган. Склоновете на Пуктебон са покрити с иглолистни и широколистни гори. В южната му част през ниска седловина, разположена на 454 m н.в., преминават участъци от шосето и жп линията от Пхенян за Уънсан.